# Kleine Schmalenau
Die Kleine Schmalenau ist ein 10,6 km langer Zufluss des zur Möhnetalsperre gehörenden Hevesees und damit ein linker Nebenfluss der Heve in Nordrhein-Westfalen, Deutschland.

## Geographie
Die Kleine Schmalenau entspringt im Arnsberger Wald am Sattel zwischen Damberg und Haskers Brücher. Die Quelle liegt etwa 750 Meter nördlich von Dinschede in unmittelbarer Nähe des Plackweges auf einer Höhe von 389 m ü. NHN. Von hier aus fließt der Bach zunächst in nördliche Richtungen. Nach etwa der Hälfte des Weges wendet sich der Lauf nach Nordwesten. Nach 10,6 km Fließstrecke mündet die Kleine Schmalenau in den Hevesee, einem Vorstau der Möhnetalsperre. Die Höhenlage der Mündung liegt heute bei 213 m Höhe.
Bei einem Höhenunterschied von 176 m beträgt das mittlere Sohlgefälle 16,6 ‰. Das 17,909 km² große Einzugsgebiet wird über Heve, Möhne, Ruhr und Rhein zur Nordsee entwässert.

### Nebenflüsse
Die Kleine Schmalenau nimmt zahlreiche kürzere Nebenflüsse auf. Wichtigster Nebenfluss ist mit 6,4 km Länge die Hevensbrink. Im Folgenden werden die Nebenflüsse der Kleinen Schmalenau aufgeführt, wie sie im Gewässerverzeichnis NRW geführt werden.
| Name            | Stat. in km | Lage   | Länge in km | GKZ       |
| --------------- | ----------- | ------ | ----------- | --------- |
| Aubach          | 4,412       | rechts | 0,8         | 276268-12 |
| Große Braumke   | 3,970       | links  | 1,3         | 276268-14 |
| Teufelssiepen   | 3,294       | rechts | 0,8         | 276268-2  |
| Hevensbrink     | 2,296       | links  | 6,4         | 276268-4  |
| N.N.            | 1,695       | links  | 1,4         | 276268-52 |
| Worbke          | 1,318       | rechts | 2,0         | 276268-6  |
| Elmecker Siepen | 0,182       | links  | 3,1         | 276268-8  |

### Natur und Umwelt
Die Kleine Schmalenau lag von 1998 bis 2021 im gesamten Lauf im Naturschutzgebiet Breitenbruch-Neuhaus bzw. im Naturschutzgebiet Oberlauf der Kleinen Schmalenau. Seit 2021 gehört das Gebiet zum Naturschutzgebiet Arnsberger Wald (Arnsberg).
Für dieses Gebiet laufen zurzeit Bemühungen einen Nationalpark Arnsberger Wald auszuweisen. Es ist bereits Teil des Naturpark Arnsberger Wald. Am Bach brütet der Eisvogel und der in den angrenzenden Wäldern brütende Schwarzstorch ist häufiger Nahrungsgast. Eine botanische Besonderheit ist ein ausgedehntes Vorkommen des Straußenfarns (Matteuccia struthiopteris) im Unterlauf der Kleinen Schmalenau. Die Kleinen Schmalenau ist Teil eines zurzeit laufenden Life-Projekts der Europäischen Union Bachtäler im Arnsberger Wald. Bei diesem Projekt werden Fichtenbestände am Bach in naturnahe Wälder verwandelt, ferner frühere Bachbegradigungen und Uferverbauungen entfernt.